# Tricalamus jiangxiensis
Espèce
Tricalamus jiangxiensis est une espèce d'araignées aranéomorphes de la famille des Filistatidae.

## Distribution
Cette espèce est endémique du Jiangxi en Chine,.

## Étymologie
Son nom d'espèce, composé de jiangxi et du suffixe latin -ensis, « qui vit dans, qui habite », lui a été donné en référence au lieu de sa découverte, le Jiangxi.

## Publication originale
- Li, 1994 : On a new species of the genus Tricalamus from Jiangxi, China (Araneae: Filistatidae). Acta Zootaxonomica Sinica, vol. 19, no 4, p. 422-425.